# Райские кущи
«Райские кущи» (2015) — российский художественный фильм, драма Александра Прошкина по мотивам пьесы Александра Вампилова «Утиная охота».
По желанию родственников Вампилова его имя не упоминается в титрах.

## Сюжет
У дизайнера Виктора Зилова отличная работа, верные друзья, любящая жена. Он в расцвете сил, его любят женщины. Судьба приносит ему новые подарки: квартиру в престижном доме, повышение на работе и новый роман.

## В ролях
| Актёр              | Роль        |
| ------------------ | ----------- |
| Евгений Цыганов    | Зилов       |
| Чулпан Хаматова    | Галина      |
| Екатерина Смирнова | Ирина       |
| Дмитрий Куличков   | Саяпин      |
| Артём Семакин      | Кузаков     |
| Виталий Хаев       | Кушак       |
| Алёна Яковлева     | жена Кушака |
| Ангелина Миримская | Вера        |
| Виктор Немец       | Дима        |
| Агриппина Стеклова | Валерия     |
| Тагир Рахимов      | олигарх     |

## Съёмочная группа
- Авторы сценария: Александр Прошкин, Александр Родионов
- Режиссёр-постановщик: Александр Прошкин
- Оператор-постановщик: Шандор Беркеши
- Композитор: Юрий Потеенко

## Отзывы
- «Авторам „Райских кущ“ удалось сберечь нерв и боль Вампилова, передать дух его драматургии и продлить жизнь открытого им героя в новое время. У Зилова уже были в кино родственники — теряющие себя персонажи „Полётов во сне и наяву“ или „Осеннего марафона“. Теперь он вернул себе имя — Зилов. Живущий по лжи рядовой гражданин новой России» — Виталий Кичин, «Российская Газета»[4].
- «Безвременье, растерянность, всепобеждающий гламур и прагматизм — точный отпечаток старой прекрасной драматургии на сетчатке нашего сегодняшнего глаза: фильм появился вовремя» — Антон Долин, «Вести ФМ»[5].
- «В фильме можно заметить и ряд советских реалий, которые словно забыли „подчистить“. И, несмотря на крепкий актёрский состав (а это и Чулпан Хаматова, и Агриппина Стеклова), в целом возникает впечатление, что смотришь пьесу в среднем провинциальном театре» — Дмитрий Осташевский, русское издание The Hollywood Reporter[6].
- «„Райские кущи“ являются очередным бессмысленным и беспощадным эпизодом открытого отечественным кинематографом пару десятилетий назад сезона охоты на советскую классику» — Анастасия Белокурова, «Завтра»[7].